# XL Bermuda Open 2006
L'XL Bermuda Open 2006 è stato un torneo di tennis facente parte della categoria ATP Challenger Series nell'ambito dell'ATP Challenger Series 2006. Il torneo si è giocato a Paget in Bermuda dal 17 al 23 aprile 2006 su campi in terra verde.

## Vincitori

### Singolare
Fernando Vicente ha battuto in finale  Gilles Müller con il punteggio di 2–6, 6–2, 7–6(3)

### Doppio
Tomáš Cibulec /  Robert Lindstedt hanno battuto in finale  Alex Kuznetsov /  Jeff Morrison con il punteggio di 6(1)–7, 6–3, [10-4]